# Ptychamalia dognini
Ptychamalia dognini là một loài bướm đêm trong họ Geometridae.